# 평원초등학교
평원초등학교는 대한민국 강원특별자치도 원주시에 있는 초등학교다.

## 학교 연혁
- 1993. 06. 18 평원초등학교 설립인가
- 1994. 12. 30 신축교사 준공(30학급)
- 1995. 03. 15 개교식 거행
- 1996. 03. 01 평원초등학교로 명칭 변경
- 2006. 03. 01 특수학급 개설 (1학급)
- 2009. 01. 30 춘천교육대학교 대용 부설초등학교지정(4차)
- 2009. 02. 13 체육관 한마음터 개관
- 2013. 03. 04 입학식 (30학급 편성- 115명 입학)
- 2013. 03. 19 학생수 (남 464/ 여393/ 계 857)
- 2014. 02. 11 제19회 졸업
- 2014. 03. 01 제7대 안길웅 교장 부임
- 2014. 03. 03 입학식

## 학교 동문
피아니스트 손열음